# Breaking Thru The Interstellar
«Breaking Thru The Interstellar» es el decimoquinto sencillo del artista inglés de música electrónica Andy Bell. Es el primer sencillo lanzado a modo de teaser del álbum Ten Crowns el cual realizó en colaboración con Dave Audé. 

## Lista de temas
1. Breaking Thru The Interstellar